# 카게야마 토비오
카게야마 토비오(일본어: 影山 飛雄 かげやま とびお[*], 성우: 마에노 토모아키 [VOMIC], 이시카와 카이토 [TV판]/심규혁)는 《하이큐!!》에 등장하는 가공의 인물이다.

## 인물
하이큐!!의 제2주인공이자 카라스노 고등학교 1학년에 재학 중인 소년. 검은 머리에 날카로운 눈매를 하고 있으며 초등학교 2학년 때 일찍이 배구를 시작하였다. 중학생 시절 경기에서 히나타 쇼요를 만나면서 그에게 참패를 안기게 되어서 히나타의 설욕 대상이 되었는데, 공교롭게도 카라스노 고교에 입학하여 남자 배구부에 들어갔을 때 히나타 쇼요와 만나게 되어 같은 소속 부원이 되었다. 날카로운 눈매답게 성격도 거칠고 사나운 편으로 알려졌지만 쿨하고 카리스마가 있는 스타일도 갖고 있다. 반면 공부는 못하고 오히려 칭찬받으면 쩔쩔매는 반전매력이 있다. 키타가와 제 1 중학교 출신으로 3학년 결승에서 그 누구도 치지 못할 토스를 날려 키타이치 배구부원들은 그를 '코트 위의 제왕' 이라고 불렀으며 이는 카게야마 토비오가 가장 싫어하는 별명이다.